# 鈴木均 (評論家)
鈴木 均（すずき ひとし、1922年2月18日 - 1998年10月27日）は、日本の評論家。

## 経歴
東京出身。慶應義塾大学卒。自由社、『世界評論』、『婦人』、『改造』、『女性改造』、平凡社の編集者、『現代の眼』編集長をへて、評論家。

## 著書
- 『色のイメージ・メーカー』東洋経済新報社 1969
- 『現代ジャーナリズム論』三一新書 1969
- 『プロフェッショナル この道ひと筋に生きる人々』毎日新聞社 1970
- 『そっくり文明の構図 現代ジャーナリズム批判』ダイヤモンド社 1971
- 『オヤジの戦後 ジャーナリストは戦争を忘れない』産報 サンポウブックス 1972
- 『ジャーナリストに何が可能か』三一新書 1972
- 『われらみなジャーナリスト 現代報道論』第三文明社 1972
- 『近郊都市 ある地方都市の戦後社会史』日本経済新聞社 日経新書 1973
- 『現代報道論』時事通信社 1974
- 『実力社長の生き方個性の経営 人を動かすトップの人間学』中経出版 1974
- 『整然たる破壊』いれぶん出版 1975
- 『ジャーナリズムとその敵 報道・文化・政治を見すえて』芸立出版 1976
- 『ジャーナリズムとは何か 現場学へのアプローチ』サイマル出版会 1976
- 『出版の現場学 発想と方法』出版ニュース社 1978
- 『出版界 その理想と現実』理想出版社 マスコミシリーズ 1979
- 『むかし戦争があった 戦争世代からの伝言』プレジデント社 1979
- 『ジャーナリスト』三一新書 1980
- 『巨大企業の文化戦略』勁草書房 1982
- 『自分史の書き方 人は誰でも一冊の本が書ける』中経出版 1982
- 『立ち読み社会 大量文化批判』勁草書房 1983
- 『昭和が終る日』昭和出版 1985
- 『サイパン夢残 「玉砕」に潰えた「海の満鉄」』日本評論社 1993

### 共編著
- 『社内報 サラリーマンのジャーナリズム』石川弘義,丸山尚共著 東洋経済新報社 東経新書 1965
- 『日本の産業王国』大野力共著 三一新書 1968
- 『天皇と共産党と日本人』松浦総三、しまねきよし、中島誠共著 昌平社 1974
- 『万歳岬の虹 玉砕島からの証言』松浦総三,早乙女勝元共編著 時事通信社 1977
- 『マスコミ産業入門 放送・新聞・出版・広告・フリーへの道』編 野崎茂等執筆 ナツメ社 1977
- 『出版界入門』清水英夫共編 ナツメ社 マスコミ現場学シリーズ 1978
- 『職業としての出版人 現役たちの証言』編 中経出版 職業と人間シリーズ 1978
- 『読者を探せ 最新「本読み」事情』岩崎勝海、木滑良久、天野祐吉、尾崎秀樹、野崎茂、紀田順一郎、山本明共著 学陽書房 1981